# Sandro Floris
Pour les articles homonymes, voir Floris.
Sandro Floris (né le 12 juin 1965 à Cagliari) est un athlète italien, spécialiste du 200 m.

## Biographie
Le meilleur temps de Sandro Floris est de 20 s 68 sur 200 m, obtenu à Rome en juin 1996. Sur cette distance, il est champion d'Europe en salle en 1990 à Glascow et médaillé de bronze aux Jeux méditerranéens en 1991. 
Son meilleur temps sur 100 m est de 10 s 36 (1994).
Il est 5e du relais 4 × 100 m aux Jeux olympiques de Séoul et, sur cette même épreuve, remporte trois médailles de bronze (Championnats d'Europe à Split en 1990, Championnats d'Europe à Helsinki en 1994 et Championnats du monde à Göteborg en 1995) ainsi que deux médailles d'or aux Jeux méditerranéens.